# Jerónimo Vecino Varona
Jerónimo Vecino Varona (Burgos, ¿? - Zaragoza, 16 de febrero de 1929) fue un catedrático de física, fotógrafo y viajero español.

## Biografía
Pocos detalles biográficos se han podido allegar sobre este autor. Se doctoró en Ciencias con una tesis sobre la fotografía en color (Madrid, 14 de diciembre de 1907), en un tribunal en el que estaba Blas Cabrera, y la publicó al año siguiente. Después trabajó junto a Blas Cabrera en el Laboratorio de Investigaciones Físicas que dirigía en Madrid, situado junto al Museo de Ciencias Naturales, en el Palacio de la Industria y de las Artes, que había empezado sus trabajos en 1910. La Junta para la Ampliación de Estudios le concedió una pensión de tres meses en París, aprobada por la Real Orden de 28 de mayo de 1912. En julio, agosto y septiembre de 1912 se dedicó, en el Bureau International des Poids et Mésures dirigido por M. René Benôit, a realizar trabajos en el campo de la metrología de alta precisión, con los profesores Benôit, Guillaume, Mandet y Parard. Así, se dedicó a medir longitudes, dilataciones de reglas y masas; y estudió la termometría y las aplicaciones de las interferencias a la metrología. Entre otras investigaciones, aplicó el método inerferencial de Hippolyte Fizeau para medir la dilatación de un cristal de cuarzo. Este último trabajo fue publicado en los Anales de la Sociedad Española de Física y Química en noviembre de 1912. Fue catedrático por oposición de Física general en la Universidad de Zaragoza desde el 31 de diciembre de 1914. Aliadófilo durante la I Guerra Mundial, fue uno de los socios fundadores del Círculo Hispano-Francés e Interaliado de Zaragoza y además fue vicepresidente primero del Instituto Francés de Zaragoza.
Escribió y publicó para sus ex alumnos un extenso Tratado de física experimental (1929) dividido en seis secciones: Mecánica, Calor, Óptica, Geométrica, Electricidad y Magnetismo y Física Ondulatoria. Cita con elogio a Boltzmann y a Einstein (a quien invitó y pudo saludar en persona entre el 12 y el 14 de marzo de 1823, cuando vino a Zaragoza a dictar dos conferencias). Vecino fue el gran promotor de su visita, y ya en 1921 había dado un curso de diez conferencias acerca de la relatividad tituladas Conferencias sobre materia y energía. Por otra parte, el químico Antonio de Gregorio Rocasolano realizaba desde 1915 investigaciones sobre el movimiento browniano muy influidas por el trabajo de Einstein. El 14 de marzo de 1923, Vecino publicó un artículo resumiendo las conferencias de Einstein en Heraldo de Aragón.
Con motivo de las fiestas por el bicentenario de la Academia de Ciencias de Rusia, fue nombrado junto a otros dos catedráticos delegado oficial de las universidades españolas en las celebraciones, y hacia 1928 viajó a la Unión Soviética, visitando detenidamente las academias, laboratorios, instituciones científicas, museos y teatros de Leningrado y Moscú; sobre tal viaje publicó un libro: El estado actual de Rusia: impresiones de mi reciente viaje al país de los soviets.
A la gran reforma política bolchevique dedica dos de los capítulos finales, mostrándose en general positivo, aunque previene que "el estado político actual de Rusia dista mucho del ideal con que soñó Lenín, y va cada vez más alejándose de ese ideal". Ante el mausoleo de Lenin escribe: «Pienso en
la contradicción en que caen muchos hombres que no creen en Dios, y adoran a un hombre que para ellos es
un dios» y, como buen físico, escribe sobre la revolución: "No soy partidario del salto brusco, prefiero el plano inclinado". Apercibe, sin embargo, que la visión europea de la revolución rusa está muy distorsionada y exagerada. Los principios de la "Nueva Política Económica" son: 1.º Nadie debe vivir sin trabajar. 2.º Todo el mundo tiene derecho a la paternidad. 3.º La mujer debe colocarse en el mismo plano de igualdad que el hombre (principio que no comparte: para él debe estar en un plano superior). 4.º Es absurdo obligar a un ser humano a vivir con otro contra su voluntad (esto es, liberalización del divorcio). 5.º El sueldo o jornal debe ser proporcional al trabajo realizado. 6.º La conciencia del individuo es inviolable ("el Gobierno soviético no se mezcla, aparentemente al menos, en cuestiones religiosas". Percibe, no obstante, cierto antisemitismo y alguna distancia con la realidad. 
Rusia camina, pues, rápidamente hacia una gran democracia, de lo que todos debemos felicitarnos, porque, si es verdad que no hay enemigo pequeño, el enemigo ruso comunista no sería pequeño, sino muy grande (p. 121).
Intenta hacer ver que la revolución era inevitable por la inmoralidad del régimen zarista. Pero también que el comunismo es imposible:
Creo que en el estado actual de la sociedad, en la complejidad de la vida moderna, no cabe la teoría comunista tal como la predicaban Lenín y sus discípulos y tal como empezó a implantarse en los albores del nuevo régimen. Claro que para mover a las multitudes, para arrastrar a las masas, había que presentarlas un ideal elevadísimo y al mismo tiempo tan sencillo, que estuviese al alcance de todas las inteligencias, aún y sobre todo, de las más rudimentarias, que eran los mujiks, elementos los más útiles para el triunfo de la Revolución. Nada más fácil de comprender que la teoría comunista. Las masas se movieron en efecto, el régimen zarista fué derrocado, pero pronto se echaron de ver los defectos del nuevo régimen. De haber seguido con el primitivo régimen comunista, Rusia sería hoy probablemente el caos, en vez de un pueblo en vías de una rápida organización democrática. En Rusia, como en todas partes, ha fracasado el régimen comunista y es éste un hecho que no debe pasar desapercibido para nuestras clases proletarias. Por mi parte, no creo que el comunismo sea el camino de las reivindicaciones sociales (p. 126).
Desde la página 163 a la final, que es la 277, es un apéndice fotográfico, con fotografías seguramente realizadas por él mismo, láminas con retratos dibujados y esquemas. Le hizo una reseña en Diario de Burgos Guillermo S. Cardiel.
Casado con Carmen Gamboa Muñoz, murió en febrero de 1929. Se ha conservado una fotografía suya con Einstein publicada en Aragón: revista gráfica de cultura aragonesa (Año VIII, Nº 81, junio 1932).

## Obras
- La fotografía de los colores; tesis doctoral; presentada por Jerónimo Vecino y Varona para aspirar al grado de Doctor en Ciencias, Sección de Física. Madrid: Imp. de los Hijos de M. G. Hernández, 1908. Hay otra edición del mismo lugar, imprenta y año, pero con el título de La Fotografía de los Colores, estudio teórico y practico del problema de la fotografía interferencial por don Jeronimo Vecino y Varona, doctor en ciencias.
- El estado actual de Rusia: impresiones de mi reciente viaje al país de los soviets, Zaragoza: Imp. y Fotograbado del Heraldo, s. a.
- La constitución de la materia según las ideas actuales; discurso leído por D. Jerónimo Vecino y Varona... el día 23 de Febrero de 1919, en el acto de su recepción en la Academia de Ciencias de Zaragoza, (contestación del Dr. D. Antonio de Gregorio Rocasolano); Zaragoza: Gregorio Casañal, 1919.
- Tratado de física experimental [Zaragoza: Imp. Fot. y Enc. del Heraldo de Aragón], 1922. Tuvo una segunda edición con el título Tratado de física experimental; seguido de una colección de problemas, Zaragoza: F. Martínez, tip., 1944.
- Breve y sencilla exposición de la teoría de relatividad de Einstein al alcance de todos: resumen de una conferencia dada en el Ateneo de Zaragoza [Zaragoza: Tip. Gambón, 1923?].